# Sagadi

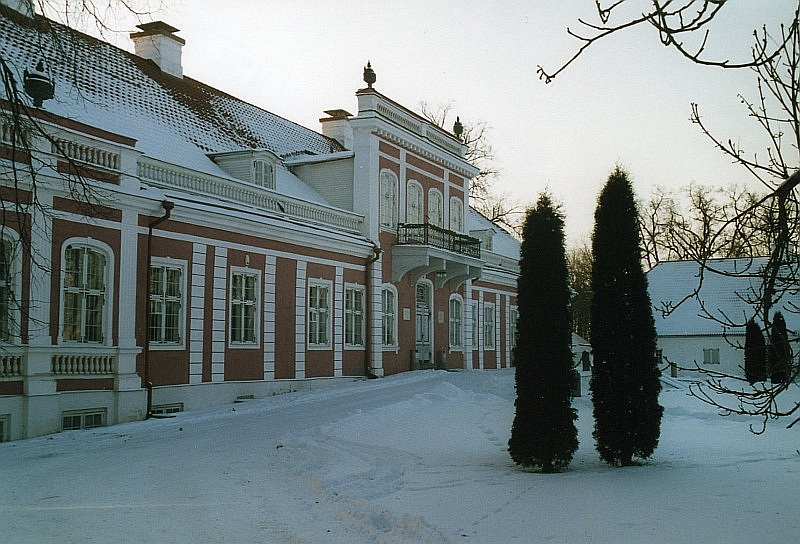
Gutshof Sagadi

Sagadi (deutsch: Saggad) ist ein Dorf in der estnischen Gemeinde Haljala im Kreis Lääne-Viru. Es hat 70 Einwohner (Stand: 2006). Bis zur Kommunalreform von 2017 gehörte Sagadi zur Landgemeinde Vihula.

## Gutshof Sagadi
Besonders bekannt und touristisch interessant ist der Gutshof von Sagadi. Er liegt am Rande des Nationalparks Lahemaa. Das Gut wurde erstmals 1444 urkundlich erwähnt. 1687 erwarb Gideon von Fock den Gutshof, in dessen Familienbesitz er mit kurzen Unterbrechungen bis 1919 blieb. Das Hauptgebäude wurde zwischen 1749 und 1753 mit einer Rokoko-Fassade errichtet. Die Seitenflügel und das Haupthaus wurde 1793 im Stil des Frühklassizismus erneuert. Sehenswert ist auch der Park mit über 100 Baumarten und einem kunstvoll angelegten Teich.
Sagadi beherbergt heute ein Forstwirtschaftsmuseum sowie Hotel und Restaurant. Im Sommer finden Konzerte und Theateraufführungen statt.